# Денарій Луція Цензоріна

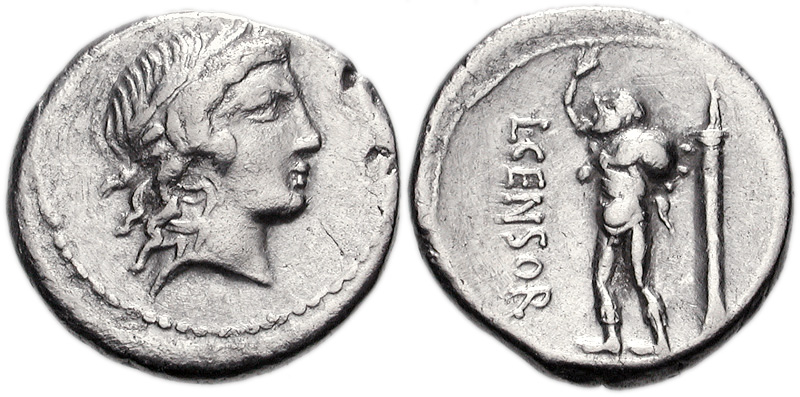
Денарій, викарбуваний у Римі в 82 році до нашої ери Л. Цензоріном, з головою Аполлона та фігурою Марсія, що тримає міх

Денарій Цензоріна — срібна монета із зображенням Аполлона та сатира Марсія, викарбувана римським монетарем Луцієм Марцієм Цензоріном 82 року до нашої ери.

## Опис монети
На аверсі цієї монети зображено бога Аполлона у вигляді юнака з діадемою. На реверсі монети зображено оголеного сатира Марсія з міхом. Він тримає фригійську шапку. Праворуч від нього стоїть постамент зі статуєю Мінерви. У легенді монети зазначено ім'я монетаря L. Censor. Зображення Марсія може бути копією статуї на Римському форумі того часу, про що свідчить п'єдестал у полі монети. Монета срібна і важить приблизно 3,95 грамів.

## Символізм монети
Через неоднозначність символіки монети було запропоновано кілька інтерпретацій.

### Рід Марціїв
Символізм монети може бути пов'язаний із сімейною легендою монетаря, згідно з якою рід Марціїв походить від Марсія. Безперечно, що в народженні цього передання важливу роль зіграла співзвучність імен сатира і засновника роду. У римлян Марсій вважався винахідником передбачень. А предок роду, оракул Марцій, мав видіння про катастрофу в Каннах (поразку римлян від Ганнібала) і необхідність організувати ігри на честь Аполлона. Брат Луція Гай Марцій Цензорін на честь тих подій теж викарбував монету із зображенням Аполлона.

### Політичний контекст
За іншим припущенням монета має політичну символіку. У цей час Рим переживав період політичних потрясінь, пов'язаних із Союзницькою війною. Луцій Марцій Цензорін був прихильником маріанської політики щодо надання римського громадянства всім італійцям під час цієї війни. Його брата, Гая Марція Цензоріна, полонили у битві біля Колінських воріт й обезголовили за наказом Сулли, поборника традиційних привілеїв сенату.
Монетарі, які були прихильниками маріанської політики, використовували зображення Аполлона на своїх монетах, часто в поєднанні із зображеннями інших богів. Аполлон символізував гармонію, так необхідну в той буремний час. А Марсій із  фригійською шапкою вважався символом політичної свободи, зокрема свободи слова.

### Заступництво від чуми
Зображення Аполлона на монеті може стосуватися чуми 87 року до нашої ери. Цензорін, можливо, звертався до бога як цілителя та захисника.